# Adrien de Leener

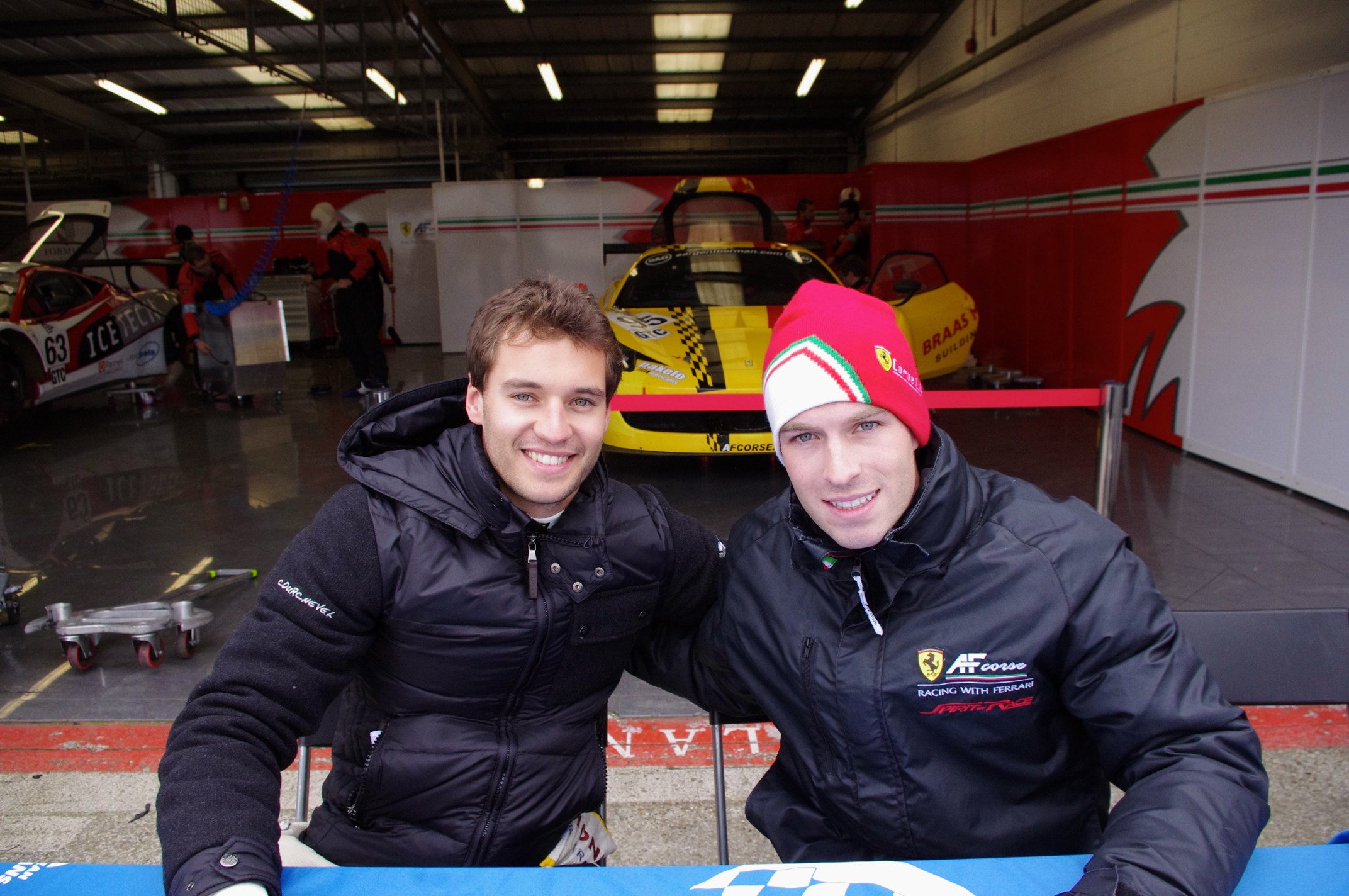
Adrien de Leener (links) 2014

Adrien de Leener (* 10. Juni 1989 in Dallas) ist ein belgischer Autorennfahrer.

## Karriere als Rennfahrer
Adrien de Leerer begann seine internationale Karriere 2011 in der Trofeo Maserati und wechselte 2014 in die European Le Mans Series. Sein Debüt in dieser Rennserie gab er für AF Corse beim 4-Stunden-Rennen von Silverstone. Die Saison beendete er an der achten Stelle der GTC-Wertung. Neben den Einsätzen in der Le Mans Series startete er ab 2017 im ADAC GT Masters und seit 2019 in der FIA-Langstrecken-Weltmeisterschaft. Beste Platzierung bei einem internationalen Langstreckenrennen war der achte Gesamtrang beim 24-Stunden-Rennen von Spa-Francorchamps 2016.

## Statistik

### Le-Mans-Ergebnisse
| Jahr | Team                  | Fahrzeug        | Teamkollege     | Teamkollege       | Platzierung     | Ausfallgrund |
| ---- | --------------------- | --------------- | --------------- | ----------------- | --------------- | ------------ |
| 2020 | Dempsey-Proton Racing | Porsche 911 RSR | Thomas Preining | Dominique Bastien | nicht klassiert |              |

### Einzelergebnisse in der FIA-Langstrecken-Weltmeisterschaft
| Saison  | Team          | Rennwagen       | 1   | 2   | 3   | 4   | 5   | 6   | 7   | 8   |
| ------- | ------------- | --------------- | --- | --- | --- | --- | --- | --- | --- | --- |
| 2019/20 | Proton Racing | Porsche 911 RSR | SIL | FUJ | SHA | BAH | AUS | SPA | LEM | BAH |
| 2019/20 | Proton Racing | Porsche 911 RSR |     | 27  |     | DNF | 28  |     | DNF |     |
| 2021    | Proton Racing | Porsche 911 RSR | SPA | POR | MON | LEM | BAH | BAH |     |     |
| 2021    | Proton Racing | Porsche 911 RSR |     | 31  |     |     |     |     |     |     |